# Grigore Preoteasa
Grigore Preoteasa (n. 25 august 1915, București – d. 4 noiembrie 1957, Moscova) a fost activist comunist, ziarist și politician român.
S-a născut la București, tatăl său fiind muncitor la Căile Ferate Române (CFR).
În anii '30, în decursul studiilor sale universitare, Grigore Preoteasa a aderat inițial la Frontul Studențesc Democratic, a devenit membru al PCdR în anul 1933, cu ocazia grevelor ceferiștilor de la Grivița și a fost condamnat la închisoare în repetate rânduri. Grigore Preoteasa a fost arestat împreună cu alți oponenți ai regimului Antonescu și, în perioada frecventelor sale condamnări la Jilava, Doftana și Văcărești, a cunoscut membri ai PCR și s-a integrat în conducerea sa. Gheorghe Gheorghiu-Dej l-a simpatizat pe Grigore Preoteasa datorită faptului că l-a cunoscut la muncă pe tatăl acestuia.
Grigore Preoteasa a fost redactorul-șef al ziarului România Liberă (1944 - 1946), director al Agerpres, Ministru de Externe (1956 - 1957) și membru supleant al Biroului Politic și Secretar al C.C. al PCdR. Grigore Preoteasa a decedat în cursul unui accident de avion care s-a petrecut la Moscova pe data de 4 noiembrie 1957. Fiica lui, Ilinca Preoteasa, a fost căsătorită cu Adrian Năstase.

## Accidentul de pe aeroportul Vnukovo
Cu ocazia sărbătoririi a 40 de ani de la Revoluția din Octombrie, o delegație română formată din Chivu Stoica, președintele Consiliului de Miniștri și conducătorul delegației, Grigore Preoteasa (secretar al C.C. al PCdR cu propaganda), Nicolae Ceaușescu, Alexandru Moghioroș, Leonte Răutu, Ștefan Voitec și Ștefan Voicu a plecat în după-amiaza zilei de 4 noiembrie 1957 la Moscova. Inițial, delegația trebuia să fie condusă de Gheorghe Gheorghiu-Dej, care însă și-a anulat plecarea cu avionul din motive medicale.
Delegația s-a deplasat la Moscova cu un avion IL 14. Din cauza condițiilor meteorologice dificile, în jurul orei 18, în momentul aterizării pe aeroportul Vnukovo, ca urmare a unei greșeli de pilotaj, avionul s-a agățat de vârfurile copacilor din pădure din apropiere, s-a prăbușit și a luat foc. În accident și-au pierdut viața Grigore Preoteasa și trei membri ai echipajului sovietic: comandantul aeronavei, lt.maj. V.N. Șliahov, navigatorul, cpt. I.I. Hriukalov, și tehnicianul de bord, N.Z. Pavlikov. Ceilalți pasageri și membri ai echipajului au fost doar răniți.
Accidentul a fost anunțat în presa românească doar pe 6 noiembrie, informațiile despre moartea lui Grigore Preoteasa apărând pe prima pagină a ziarului Scînteia doar pe 12 noiembrie. Sicriul cu corpul lui Grigore Preoteasa a fost depus pentru o zi la Casa Sindicatelor din Moscova, fiind transportat ulterior în România cu un tren mortuar. I-au fost organizate funeralii naționale, fiind inițial înhumat la Cimitirul Militar Ghencea și apoi transferat, în 1963, la Monumentul eroilor luptei pentru libertatea poporului și a patriei, pentru socialism din Parcul Libertății.

## Distincții
- Medalia „A cincea aniversare a Republicii Populare Române” (24 decembrie 1952) „pentru lupta și munca duse în vederea făuririi, consolidării și prosperării Republicii Populare Române”[6]